# 다민족

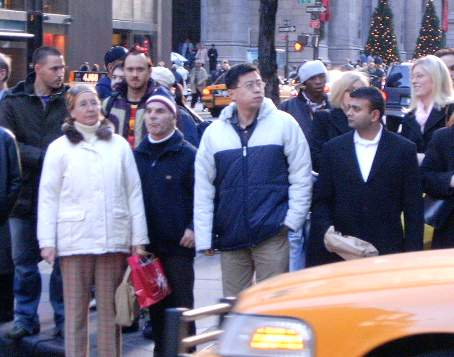
다양한 민족이 있는 뉴욕 시

다민족(Polyethnicity,多民族)이란 국가나 지역에 여러 민족이 있다는 뜻이다. 이민이나 민족간 결혼(국제결혼), 정복, 전쟁에 의한 국경 변화에 의해 발생한다. 인종도 서로 다른 다양한 민족이 있는 미국이나 캐나다 같은 국가가 있는 반면에 한국, 일본, 폴란드처럼 소수민족이 거의 없는 국가도 있다. 민족이 다양하더라도 국적자들의 국민(네이션)정체성은 하나일 수도 있다.

## 개념사
1985년 캐나다 역사학자 윌리엄 H. 맥닐은 토론토 대학에서 고대 및 현대 문화권의 다민족성에 대한 강의를 했다. 강연 내내 주요 논제는 사회가 서로 다른 민족으로 구성되는 다민족성이 문화적 규범이라는 주장이었다. 맥닐은 서유럽에서 사회의 정치적 조직을 위한 단일 민족주의적 기반에 대한 믿음의 성장으로 인해, 동종 사회에 대한 이상이 1750년에서 1920년 사이에 성장했을 것이라 주장했다. 그러나 맥닐은 제 1차 세계대전이 동질국가에 대한 열망이 약해지기 시작한 시점이라고 주장했다.

## 정치에 미치는 영향
다민족성은 국가를 분열시켜 지방정부와 국가정부가 모든 민족을 만족시키려 애쓰기에 정치를 복잡하게 만드는 영향을 끼친다. 많은 나라의 정치인들은 그들 나라 내의 '민족 정체성'과 '국가 전체의 정체성' 사이의 균형을 찾기 위해 노력한다. 문화적 다원주의와 협의주의가 다민족 국가를 위한 민족주의의 민주적인 대한이다. 민족주의는 이러한 정치적 논쟁에서도 큰 영향을 끼친다.
민족주의가 민족 전통적인 것이 아니라 사회적이라는 생각은 다양한 문화와 공유된 정체성, 그리고 혈통에 기반을 두지 않는 공동체를 포함한다.다문화 국가는 구성적으로 분산형 국가(예: 영국)와 연방 국가(예: 벨기에, 스위스, 캐나다) 사이에 차이가 있다.  다민족 지역의 민족 정당은 반국가적인 것이 아니라 국가 안에서 최대의 권력을 추구한다. 많은 다민족 국가들이 그들의 정책 결정으로 이러한 딜레마에 직면되어 있다.
다음에 있는 국가와 지역은 이러한 딜레마와 그 영향의 몇 가지 구체적인 예시이다:

### 미국
| 영어만     | 2 억 2420 만 |
| 스페인어   | 3400 만      |
| 중국말     | 250 만       |
| 프랑스어   | 200 만       |
| 타갈로그어 | 140만        |
| 베트남어   | 120만        |
| 독일어     | 110만        |
| 한국어     | 110만        |

미국은 최근 몇년 동안 이중언어 문제가 논란이 되었다.  많은 이민자들은 스페인어를 모국어로 사용하는 히스패닉계 미국 출신이며, 지난 수세기 동안 남서부의 많은 지역에서 중요한 소수 민족이 되었고, 심지어 다수를 차지하기도 했다. 뉴멕시코 주의 스페인어 사용 인구는 40%를 넘는다. 인구의 상당 부분과 많은 지역에서 스페인어를 모국어로 사용하는 경우가 많기 때문에 언어 정책에 대한 논쟁이 대두되고 있다.
이중언어 문제에서 가장 큰 논쟁은 소수 언어 학생들을 위한 이중언어 교육, 영어가 아닌 투표용지와 선거자료의 이용 가능성, 그리고 영어가 공용어인지 아닌지에 대한 것이다. 이것은 2개 국어와 언어 접근을 지지하는 다원주의자들과 이를 강력히 반대하고 공식적인 영어 운동을 이끄는 동화주의자들 사이의 민족적 갈등으로 발전했다. 미국은 공용어가 없지만, 영어는 사실 국가 언어이며 미국 인구의 압도적 다수가 사용하고 있다.

### 캐나다
캐나다는 프랑스어와 영어를 공용어로 사용하고 있다.캐나다는 프랑스어를 사용하는 사람들과 영어를 사용하는 사람들 사이에 많은 논쟁이 있다. 특히 퀘벡 주에서 많은 정치적 논쟁을 벌여왔다.
퀘벡의 정치는 대부분 민족주의로 정의되며, 프랑스인 퀘벡당은 캐나다 전체로부터 인종과 언어적 경계를 기반으로 독립을 희망하고 있다. 주요 분리주의 정당인 퀘벡당은 1980년에 한 번, 1995년에 한 번으로 두 번 주권 획득을 시도했으나 1995년에 1.2%라는 근소한 차이로 실패했다. 그 이후로, 단합을 유지하기 위해, 캐나다는 퀘벡을 캐나다 내의 국가로 인정하면서 퀘벡 주의 주도권을 부여했다.

### 벨기에
네덜란드어를 사용하는 북부(플랑드르)와 프랑스어를 사용하는 남부(왈로니아) 사이의 분열로 의회 민주주의는 민족적으로 양극화되었다.벨기에의 정당들은 플랑드르와 왈로니아에 동일한 수의 의석을 배정하고 있지만, 모두 관념적으론 동일하지만 언어적으로나 민족적으로 다른 두 정당으로 나누어져있다. 최근 몇 년간은 정치적 위기가 너무 악화되어 벨기에 분열이 우려되고 있다.

### 에티오피아
에티오피아는 80개의 다른 민족과 84개의 토착 언어로 구성된 다민족 국가이다.전국의 다양한 인구와 지방지역은 강력한 중앙집권 국가를 만드는 것을 거의 불가능하게 만들었지만, 결국 정치적 진화를 통해 이루어졌다.1974년 이전에는 민족주의가 급진적인 학생 집단 내에서만 논의되었지만, 20세기 후반에는 민족주의가 정치적 논쟁의 전면에 부상했다.
에티오피아는 민족주의 논쟁을 적절히 처리하기 위해 정치 체제를 현대화해야 했다.더그 군사 정부는 마르크스-레닌주의 이데올로기로 통치하여, 자결주의를 촉구하고 어떠한 국적 문제에도 타협을 거부하였다. 1980년대에 에티오피아는 일련의 기근에 시달렸고 소련이 해체된 후 소련의 원조를 잃었고 더그 정부는 붕괴되었다. 결국 에티오피아는 연방 민주 공화국을 모델로 하는 현대 정치 체제를 정비하고 채택했다.
모든 권력을 쥐고 있는 중앙정부를 만드는 것은 여전히 불가능했고 그래서 정부는 분열되었다. 현재 중앙 연방정부는 인종에 기초한 지역 국가를 통치하고 있으며 각 민족 국가는 그들 자신의 정부와 민주주의를 확립할 권리를 부여받고 있다.

### 스페인
1808년부터 1814년까지 다문화인 스페인에서 스페인 독립 전쟁이 일어났다.당시 스페인은 프랑스의 나폴레옹 1세였던 요셉 왕의 지배하에 있었다.국가가 프랑스의 지배하에 있었기 때문에, 스페인은 프랑스 정치 체제를 대체하기 위해 민족 집단 연합을 결성하였다.

### 동남아
동남아시아에서 대륙 지역(미얀마, 태국, 라오스, 캄보디아, 베트남)은 일반적으로 테라바다 불교를 실천하고 있다.말레이시아, 브루나이, 인도네시아 등 대부분의 절연체 동남 아시아는 수니파 이슬람교를 실천하고 있다.나머지 절연 지역(필리핀과 동티모르)은 대부분 로마 가톨릭을, 싱가포르는 대부분 마하야나 불교를 실천하고 있다.
19세기 후반과 20세기 초반에 일어난 현저한 장거리 노동 이동은 많은 다양한 인종적 다양성을 제공했다. 그 지역의 토착 인구들 사이의 관계는 문화 집단과 언어 집단의 지역적 다양성에서 비롯되었다. 이민자 소수민족, 특히 중국인들이 발전하였다. 비록 각 소수 민족과 종교마다 극심한 정치적 차이가 있었지만, 그들은 여전히 정당하게 정치 공동체의 일원이었고, 역사를 통해 상당한 양의 통합이 이루어졌다.

## 사회에 미치는 영향

### 결혼
미국에서 혼인의 증가는 민족간의 선을 흐리게 만들었다. 인종간 혼인을 금지하는 법률은 1967년에 미국에서 폐지되었고, 현재 2050년까지 미국 인구의 5분의 1이 다민족 인구의 일부가 될 것으로 추정된다. 2000년, 자칭 다민족 미국인은 인구의 2.4%인 680만 명에 달했다.

### 밀리터리
현재 대부분의 군대는 다른 민족 배경을 가진 사람들로 구성되어 있다. 인종, 민족, 언어 또는 배경의 차이로 인해 다민족으로 간주된다. 다민족 병력의 예는 많지만, 가장 두드러진 병력은 미국, 구소련, 중국을 포함한 세계에서 가장 큰 군대이다. 다민족군은 새로운 현상이 아니다. 다민족군은 고대 로마 제국, 중동 제국, 그리고 심지어 몽골 칸 시대부터 존재해왔다. 미군은 1945년 트루먼 대통령의 명령으로 인종 통합을 시작한 최초의 현대 군대 중 하나이다.

## 국가별 다민족성

### 미국
미국은 다양한 민족이 모여 창설된 국가이다. 여러 민족이 모여 구성 집단이 서로 영향을 미치고 영향을 받는 정도를 강조하기 위해 사용되는 용어인 '용광로'로 주로 묘사된다. 최근에는 '용광로'와 대조적으로 '샐러드볼'이라는 용어가 사용된다. '샐러드볼'은 서로 가깝고 그 모든 집단이 살고 있는 전반적인 문화에 영향을 주었음에도 불구하고 각 문화가 근본적으로 뚜렷한 정체성을 유지하는 것을 강조하는 용어이다.

### 캐나다
캐나다는 대표적인 다민족·다문화 국가입니다. 인구 10만명 이상 되는 민족 수가 34개에 이른다.  캐나다 정치지도자들의 개방주의와 다양성 존중정책을 기본으로 추구한다. 세계 각국으로부터 이민자를 적극적으로 받아들이고 그들이 가진 종교나 문화를 그대로 존중해주는 것이 기본 정책 방향입니다. 나아가 이민자 또는 난민들에게도 캐나다인과 동등하게 정부 요직이나 각종 공직에 진출 기회를 부여해 준다.

한국의 지구촌축제의 모습이다.

### 대한민국
한국은 2013년 6월 국내 체류외국인이 150만1천명에 이르러, 2003년 67만 명 이후 10년 만에 2배 넘게 증가하였다. 전체 인구대비 체류외국인 비율은 2015년 3.69%에서 2019년 4.87%로 매년 증가하고 있다. 이러한 이주의 증가는 이주민들만의 문제에 국한되지 않으며 한국 사회의 새로운 사회적 변환을 요구하고 있다. 그러나 한국정부가 현재 주도하고 있는 다문화정책은 국내로 이주하는 결혼이민자에게만 한국사회의 구성원으로 정착시키는 동화주의를 추구하고 있다.

## 비평
다민족 지역의 민족 동화뿐만 아니라 다민족성에 반대하는 주장도 있다. 윌모트 로버트슨과 데니스 L. 브리티시컬럼비아주의 고립된 인디언 밴드의 정치적 요구에서 톰슨은 어느 정도의 분리주의를 주장한다.
에트노스테이트에서 로버트슨은 다민족성을 단지 각 문화를 감소시키는 이상이라고 선언한다. 그는 다민족 문화 내에서 국가나 지역 전체가 그것을 구성하는 각각의 개별 민족보다 문화적 정점을 이룰 능력이 덜하다고 믿는다. 본질적으로, 다민족성은 민족성의 희석화를 촉진하여 문화의 모든 측면에서 각 민족성을 방해한다.
브리티시컬럼비아주의 고립된 인디언 밴드의 정치적 요구에서 톰슨은 분리주의 정책의 일부 수준(작긴 하지만)에서 이점을 지적한다. 그는 미국과 캐나다의 아미쉬족과 후터족, 노르웨이의 사미족과 같은 민족 집단이 통치 끝에 살 수 있게 하는 것의 이점을 주장한다. 이들은 민족 정체성을 유지하기를 원하며, 그들 자신을 위한 분리주의 정책을 선호한다. 그들은 그들이 국가의 모든 민족을 위한 정책을 따를 것을 요구하지 않기 때문이다.

## 같이 보기
- 다문화주의
- 단문화주의(mono-culturalism)
- 복문화주의(poly-culturalism)
- 다민족 국가
- 민족주의
- 내셔널리즘
- 다중언어
- 단일민족
- 다원적 내셔널리즘